# Operazione Habitat
L'Operazione Habitat è un'operazione militare australiana in territorio iracheno dove furono impiegati 75 uomini dell'Australian Defence Force con lo scopo di difendere le popolazioni curde e fornire loro aiuti umanitari (Operazione Provide Comfort).
All'arrivo dei militari i Curdi vivevano in tende ai lati della strada o in villaggi distrutti ma i veri problemi riguardavano i rifornimenti, l'acqua e i medicinali.
Il 16 maggio 1991 il contingente australiano venne stanziato a 30 chilometri dalla città di Dahuk nel nord dell'Iraq. I militari insediarono 4 tende mediche con un personale di 5 uomini ciascuna (un ufficiale medico, un ufficiale infermiere e tre assistenti più un interprete). Furono insediati inoltre una tenda dentistica, una di prevenzione medica, una di ingegneri ed una come quartier generale.
Le squadre mediche dovevano coprire una zona di 500 chilometri quadrati. Mentre una squadra rimaneva alla base, le altre viaggiavano anche per 200 chilometri curando 60-100 persone ogni giorno. Più di 3 000 persone furono curate di cui circa l'80% erano bambini. I disturbi più curati furono diarrea, disidratazione, malnutrizione, scabbia, infezioni respiratorie ricorrenti, malaria, tifo e anemia. I militari australiani dovettero curare inoltre molte ferite dovute allo scoppio di bombe e mine antiuomo.
Il 30 giugno 1991 la missione si concluse e il livello di vita dei Curdi tornò alla normalità. I villaggi vennero ricostruiti, gli adulti tornarono al lavoro e i bambini poterono ricominciare ad andare a scuola.